# Lúthien
Lúthien Tinúviel è un personaggio di Arda, l'universo immaginario fantasy creato dallo scrittore inglese J. R. R. Tolkien. È una Elfa Sindar della Terra di Mezzo, la più bella di tutti i Figli di Ilúvatar. Ella fu figlia di re Elu Thingol, Signore del Doriath, e di Melian la Maia. La storia d'amore di Lúthien con Beren fu una delle più grandi dei Tempi Remoti, e fu rivissuta molto più avanti da Aragorn ed Arwen. L'appellativo Tinúviel le fu dato da Beren, e significa "Usignolo", figlia del crepuscolo. Il nome Lúthien potrebbe essere derivato dall'inglese antico Lufien, che significa "amore".

## Lúthien nelSilmarillion
Lúthien è, nel mondo di Tolkien, ricordata nel canto del Lai di Leithian ("Liberazione dal Servaggio"), dove si narra come si innamorò di Beren, un Uomo mortale della Casa di Bëor. La loro relazione fu drammatica fin dal principio: Lúthien non era semplicemente l'affezionata figlia di uno dei più potenti Re del Beleriand, Thingol, ma era anche un Elfo immortale. Nel Silmarillion è descritta come un'elfa bellissima dai capelli neri e gli occhi verde-grigio, simile ad Arwen, tra l'altro sua discendente. Beren, invece, era uno degli Edain, e quindi soggetto alla Morte, alla quale nessun Uomo poteva sottrarsi.
Quando Beren arrivò nel Doriath, Thingol non volle concedergli la sua mano, ma, soprattutto grazie a Melian (la quale era dotata del potere della preveggenza), sapeva che non avrebbe potuto mutare il destino. Così mise una condizione quasi impossibile: Beren avrebbe dovuto portare a Thingol uno dei Silmaril della corona di Morgoth. Dopo aver corso innumerevoli pericoli, come l'essersi confrontato con Morgoth, e dopo aver assistito alla morte del suo amico Finrod Felagund, Beren, insieme a Lúthien, riuscì a portare a termine l'eroica impresa, anche con l'aiuto di Huan, il Cane di Valinor; ma Beren morì, alla fine, dopo aver consegnato a Thingol il Silmaril.
Su Lúthien allora calò l'ombra, e morì a sua volta di dolore. Arrivata alle Aule di Mandos, intonò un canto sublime, il più bello e triste che si sentì mai in Arda. Con esso commosse Mandos, che, non avendo però il potere di decidere il Fato degli Uomini, dunque di cambiarlo per far sì che Lúthien e Beren potessero tornare insieme, si rivolse a Manwë. Quest'ultimo, su ordine di Eru, diede a Lúthien due possibilità: rimanere in Valinor per sempre e dimenticare quanto sofferto finora, senza però Beren, in quanto a quest'ultimo, come Uomo, non era concesso di recarsi fino alle Terre Imperiture; o tornare con Beren alla Terra di Mezzo, ma vivendo una vita mortale senza certezza né di gioia né di dolore. Fu così che Lúthien scelse quest'ultima possibilità, fece ritorno con Beren nel Beleriand e visse con lui nell'Ossiriand fino al saccheggio di Menegroth. I due coronarono così il loro sogno e non furono mai più divisi, né in vita né in morte, ed ebbero un figlio, Dior, anche chiamato Eluchíl ("Erede di Elu").

## Curiosità
Tolkien volle che il nome Lúthien fosse aggiunto sulla lapide della moglie Edith, e dispose che la sua una volta defunto recasse il nome Beren. L'iscrizione completa recita:
(Iscrizione sulla lapide di Tolkien e di sua moglie)